# Trans'80
Trans'80 est le réseau de transport interurbain par autocar du département de la Somme.
Depuis le 1er septembre 2017, la région Hauts-de-France est l'autorité organisatrice des transports interurbains et scolaires.

## Présentation
Le réseau comprend 62 lignes régulières desservant près de 600 communes situées pour la grande majorité dans le département de la Somme. Certaines communes des autres départements limitrophes telles que Hesdin (Pas-de-Calais), Saint-Quentin (Aisne) ou encore Grandvilliers (Oise) sont également desservies.
Le réseau est majoritairement exploité par les Courriers Automobiles Picards (groupe Transdev) ainsi que par Taquet Voyages (groupe RATP Dev).
La société Voyages Dumont basée à Berck et les cars L'Oiseau Bleu (groupe Perdigeon) de Péronne complètent le service.

## Lignes régulières
En 2024, le réseau se compose de 62 lignes, de la ligne 701 à la ligne 762.
| Lignes | Trajet et principales communes desservies               | Exploitant                                             |
| ------ | ------------------------------------------------------- | ------------------------------------------------------ |
| 701    | Amiens ↔ Oisemont ↔ Mers-les-Bains                      | Transdev Courriers Automobiles Picards                 |
| 702    | Abbeville ↔ Mers-les-Bains                              | Transdev Courriers Automobiles Picards                 |
| 703    | Friville-Escarbotin ↔ Gamaches                          | Transdev Courriers Automobiles Picards                 |
| 704    | Amiens ↔ Blangy-sur-Bresle                              | Transdev Courriers Automobiles Picards                 |
| 705    | Abbeville ↔ Vaudricourt                                 | Transdev Courriers Automobiles Picards                 |
| 706    | Abbeville ↔ Saint-Valery-sur-Somme ↔ Cayeux-sur-Mer     | Transdev Courriers Automobiles Picards                 |
| 707    | Friville-Escarbotin ↔ Lanchères ↔ Cayeux-sur-Mer        | Transdev Courriers Automobiles Picards                 |
| 708    | Friville-Escarbotin ↔ Saint-Valery-sur-Somme            | Transdev Courriers Automobiles Picards                 |
| 709    | Abbeville ↔ Le Crotoy ↔ Rue                             | Transdev Courriers Automobiles Picards                 |
| 710    | Abbeville ↔ Rue ↔ Fort-Mahon-Plage                      | Transdev Courriers Automobiles Picards                 |
| 711    | Abbeville ↔ Saint-Quentin-en-Tourmont                   | Transdev Courriers Automobiles Picards                 |
| 712    | Abbeville ↔ Ligescourt                                  | Transdev Courriers Automobiles Picards                 |
| 713    | Abbeville ↔ Ponches-Estruval                            | Transdev Courriers Automobiles Picards                 |
| 714    | Abbeville ↔ Auxi-le-Château                             | Transdev Courriers Automobiles Picards                 |
| 715    | Abbeville ↔ Vitz-sur-Authie                             | L'Oiseau Bleu                                          |
| 716    | Abbeville ↔ Hesdin                                      | Voyages Dumont                                         |
| 717    | Amiens ↔ Flixecourt ↔ Abbeville                         | Transdev Courriers Automobiles Picards                 |
| 718    | Hornoy-le-Bourg ↔ Aumale                                | Taquet Voyages                                         |
| 719    | Abbeville ↔ Airaines                                    | Transdev Courriers Automobiles Picards                 |
| 720    | Abbeville ↔ Neuville-au-Bois                            | Transdev Courriers Automobiles Picards                 |
| 721    | Abbeville ↔ Vismes                                      | Transdev Courriers Automobiles Picards                 |
| 722    | Amiens ↔ Villers-Bocage ↔ Doullens                      | Transdev Courriers Automobiles Picards                 |
| 723    | Amiens ↔ Beauquesne ↔ Doullens                          | Transdev Courriers Automobiles Picards                 |
| 724    | Doullens ↔ Domart-en-Ponthieu                           | Transdev Courriers Automobiles Picards                 |
| 725A   | Doullens ↔ Naours                                       | Transdev Courriers Automobiles Picards                 |
| 725B   | Doullens ↔ Halloy-lès-Pernois                           | Transdev Courriers Automobiles Picards                 |
| 725C   | Doullens ↔ Cramont                                      | Transdev Courriers Automobiles Picards                 |
| 725D   | Doullens ↔ Hérissart                                    | Transdev Courriers Automobiles Picards                 |
| 726    | Abbeville ↔ Doullens                                    | Transdev Courriers Automobiles Picards                 |
| 727    | Amiens ↔ Vignacourt                                     | Transdev Courriers Automobiles Picards                 |
| 728    | Amiens ↔ Flixecourt ↔ Saint-Léger-lès-Domart / L'Étoile | Taquet Voyages                                         |
| 729    | Amiens ↔ Crèvecœur-le-Grand                             | Transdev Courriers Automobiles Picards                 |
| 730    | Amiens ↔ Breteuil                                       | Transdev Courriers Automobiles Picards                 |
| 731    | Amiens ↔ Poix-de-Picardie ↔ Aumale                      | Taquet Voyages                                         |
| 732    | Abbeville ↔ Le Tréport                                  | Transdev Courriers Automobiles Picards / L'Oiseau Bleu |
| 733    | Amiens ↔ Grandvilliers                                  | Taquet Voyages                                         |
| 734    | Amiens ↔ Authie                                         | Transdev Courriers Automobiles Picards                 |
| 735    | Péronne ↔ Cambrai                                       | L'Oiseau Bleu                                          |
| 736    | Amiens ↔ Franvillers ↔ Albert                           | Transdev Courriers Automobiles Picards                 |
| 737    | Amiens ↔ Corbie ↔ Albert                                | Transdev Courriers Automobiles Picards                 |
| 738    | Albert ↔ Bray-sur-Somme ↔ Péronne                       | Transdev Courriers Automobiles Picards                 |
| 739    | Albert ↔ Combles ↔ Péronne                              | L'Oiseau Bleu                                          |
| 740    | Amiens ↔ Roye                                           | Transdev Courriers Automobiles Picards                 |
| 741    | Amiens ↔ Ailly-sur-Noye ↔ Montdidier                    | Transdev Courriers Automobiles Picards                 |
| 742    | Chaulnes ↔ Péronne                                      | Keolis Somme                                           |
| 743    | Harbonnières ↔ Rosières-en-Santerre                     | Transdev Courriers Automobiles Picards                 |
| 744    | Chaulnes ↔ Roye ↔ Montdidier                            | Keolis Somme                                           |
| 745    | Montdidier ↔ Moreuil                                    | Transdev Courriers Automobiles Picards                 |
| 746    | Albert ↔ Cléry-sur-Somme ↔ Péronne                      | Transdev Courriers Automobiles Picards                 |
| 747    | Amiens ↔ Rosières-en-Santerre ↔ Péronne                 | Transdev Courriers Automobiles Picards                 |
| 748    | Péronne ↔ Épehy ↔ Sorel                                 | Transdev Courriers Automobiles Picards                 |
| 749    | Péronne ↔ Roisel ↔ Saint-Quentin                        | Transdev Courriers Automobiles Picards                 |
| 750    | Péronne ↔ Ham                                           | L'Oiseau Bleu                                          |
| 751    | Abbeville ↔ Friville-Escarbotin                         | Transdev Courriers Automobiles Picards                 |
| 752    | Friville-Escarbotin ↔ Woignarue ↔ Cayeux-sur-Mer        | Transdev Courriers Automobiles Picards                 |
| 753    | Ham ↔ Nesle / Roye                                      | L'Oiseau Bleu                                          |
| 754    | Péronne ↔ Lesbœufs                                      | L'Oiseau Bleu                                          |
| 755    | Amiens ↔ Domart-en-Ponthieu ↔ Berneuil                  | Transdev Courriers Automobiles Picards                 |
| 756    | Amiens ↔ Havernas                                       | Transdev Courriers Automobiles Picards                 |
| 757    | Amiens ↔ Cramont                                        | Transdev Courriers Automobiles Picards                 |
| 758    | Doullens ↔ Auxi-le-Château                              | Transdev Courriers Automobiles Picards                 |
| 759    | Péronne ↔ Rosières-en-Santerre / Harbonnières           | Transdev Courriers Automobiles Picards                 |
| 760    | Amiens ↔ Moreuil ↔ Guerbigny                            | Transdev Courriers Automobiles Picards                 |
| 761    | Corbie ↔ Le Hamel                                       | Transdev Courriers Automobiles Picards                 |
| 762    | Berck ↔ Rue ↔ Vron                                      | L'Oiseau Bleu                                          |

## Galerie

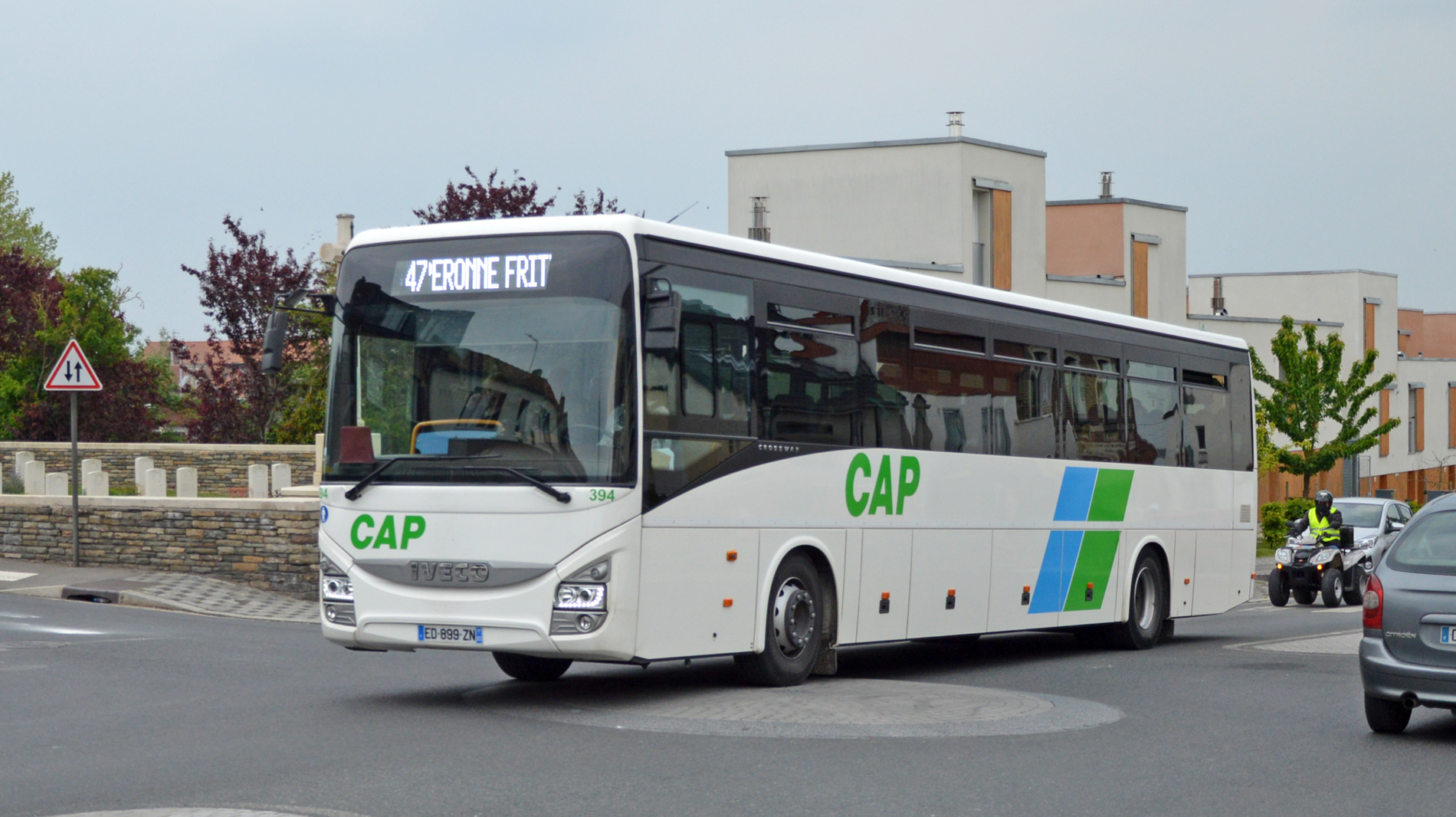
Car Trans'80 de la ligne 47 traversant la ville de Longueau.
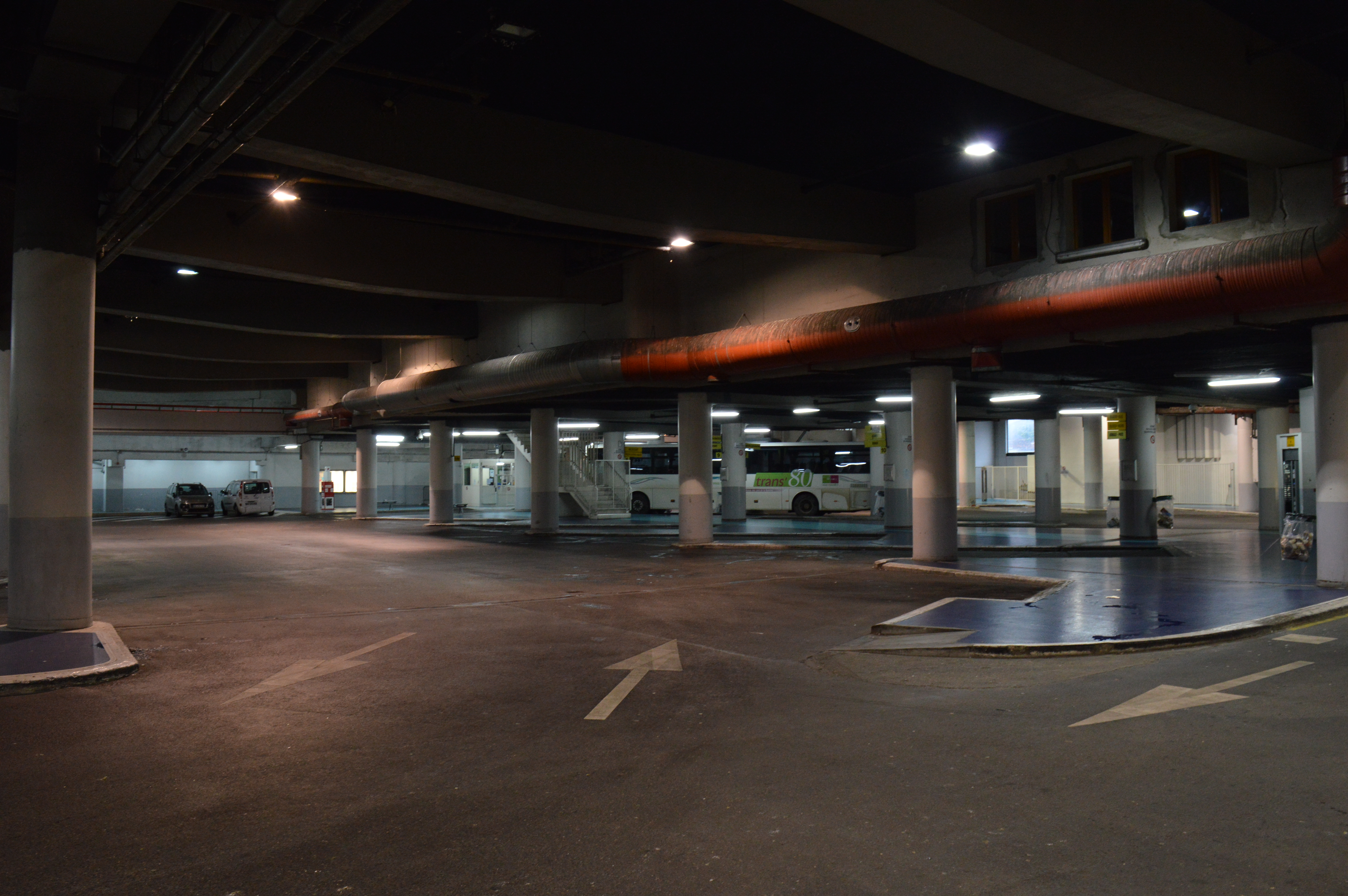
La gare routière d'Amiens.
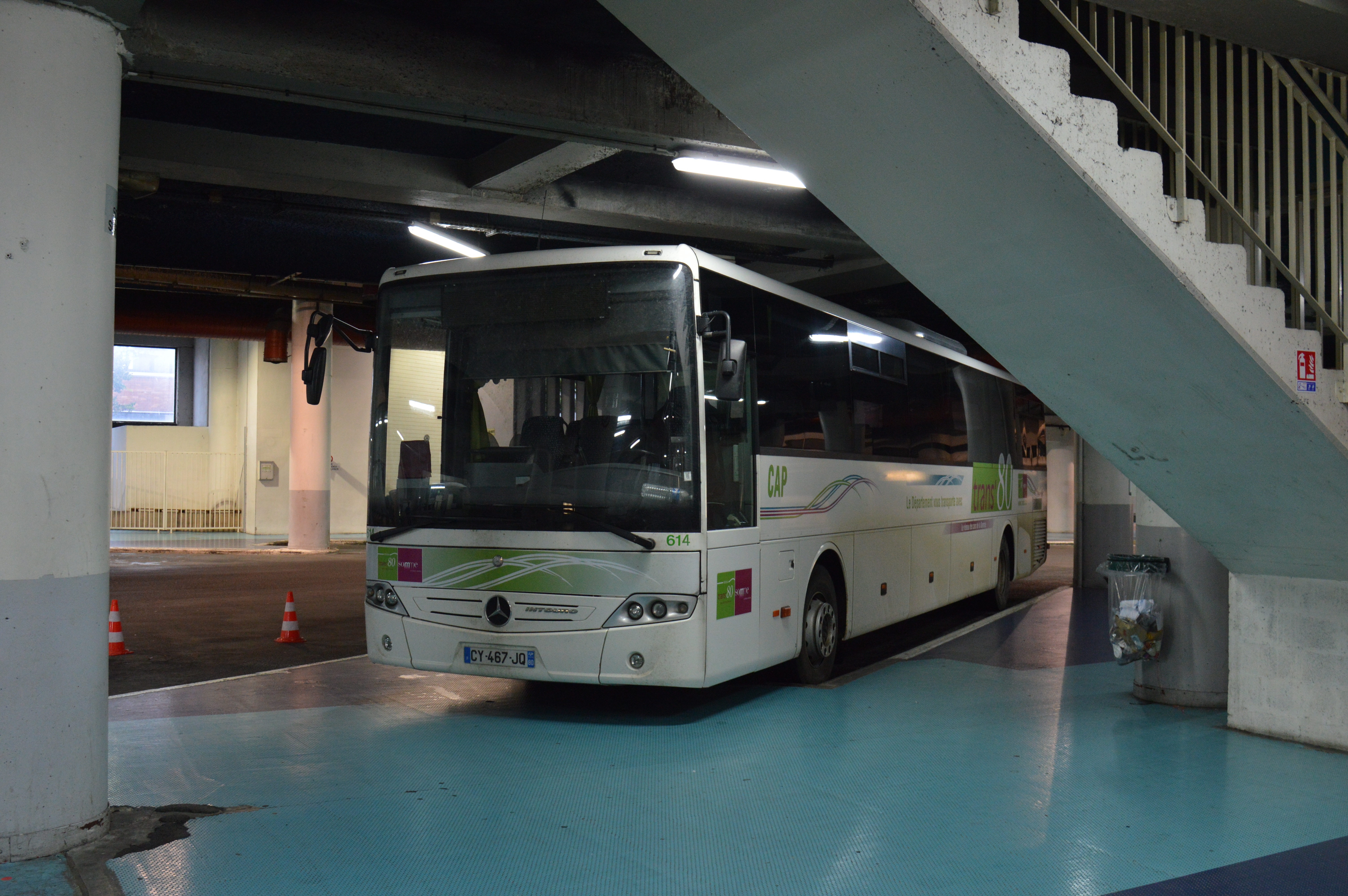
Autocar en livrée « Trans'80 », stationné en gare routière d'Amiens.